# Ferrovia Cormons-Redipuglia
La ferrovia Cormons-Redipuglia è una linea ferroviaria a binario unico e scartamento ordinario di cui fu costruita la sede, ma che non è mai stata completata e attivata.

## Storia
L'opera fu ideata allo scopo di far evitare ai treni merci la lunga ansa di Gorizia, che con il suo considerevole percorso, dilatava inutilmente i tempi di percorrenza. I lavori di costruzione iniziati nel 1949 andarono molto a rilento e vennero definitivamente sospesi nel 1989.
Nel maggio 2023 è iniziata la demolizione del ponte che sovrasta la rotonda di Cormons.

## Caratteristiche
| Continuation backward |

| Station on track |

| Unknown route-map component "eBHF" |

|  | Unknown route-map component "exLSTR" + One way leftward | Unknown route-map component "CONTfq" |

| Unknown route-map component "exhLKRZWae" |

| Unknown route-map component "exLBHF" |

| Unknown route-map component "exLCONTgq" | Unknown route-map component "exLSTR" + Unknown route-map component "exLSTRq" | Unknown route-map component "exLCONTfq" |

| Unknown route-map component "exhLKRZWae" |

|  | Unknown route-map component "exLSTR" + Unknown route-map component "STR+l" | Unknown route-map component "CONTfq" |

| Non-passenger station/depot on track |

| Continuation forward |

La principale opera d'arte costruita lungo questa linea è il notevole ponte sul fiume Isonzo tra Sagrado e Gradisca d'Isonzo. Un'altra opera d'arte importante edificata è il ponte sul Versa presso Monticello. Furono anche costruiti ponti e cavalcavia in corrispondenza degli incroci con le strade statali e provinciali a Cormons, Mariano del Friuli, Romans d'Isonzo, Gradisca d'Isonzo, Sagrado.
Lungo questa linea a semplice binario era inoltre prevista la costruzione di una stazione per precedenze e incroci a Mariano del Friuli.
Il costo delle opere inutilizzate non è noto.

### Anni duemila
Alcune opere stradali di scavalco sono state demolite. Dal 2012 parte del sedime in comune di Mariano del Friuli è utilizzato dalla circonvallazione stradale della cittadina (SR 305 var); nel 2015 è stato demolito il viadotto di Fogliano sul confine comunale tra Fogliano-Redipuglia e Sagrado.
Il ponte sul Versa è utilizzato abusivamente dal traffico locale agricolo e turistico, come il sedime verso Cormons, anche se ufficialmente chiuso. Ci sono progetti per il riutilizzo del ponte in ferro sull'Isonzo nel comune di Gradisca d'Isonzo, in avanzato stato di degrado ed abbandono, come via ciclopedonale.